# Patrick Da Rocha
Patrick Da Rocha   (Villepinte, 22 de febrer de 1961) es un ciclista francès especialista en pista. Guanyador d'una medalla de plata al Campionat del món de keirin de 1989 per darrere de l'italià Claudio Golinelli.

## Palmarès
Palmarès de Patrick Da Rocha.
- 1986
  -  Campió de França en Velocitat
- 1987
  -  Campió de França en Velocitat
- 1988
  -  Campió de França en Velocitat
- 1989
  -  Campió d'Europa en Velocitat